# Walter Solmitz
Walter Moritz Solmitz (* 19. Januar 1905 in Braunschweig; † 23. August 1962 in Brunswick) war ein deutscher Philosoph und Hochschullehrer.

## Leben und Werk
Der Sohn des jüdischen Kaufmanns Zadek Otto Solmitz (1852–1907) und dessen Ehefrau Sofie, geb. Sanders (1866–1957) besuchte ab 1914 das humanistische Gymnasium in Braunschweig, bevor er 1918 aus wirtschaftlichen und gesundheitlichen Gründen an die Odenwaldschule im hessischen Ober-Hambach wechselte. Mit deren Gründer und Leiter Paul Geheeb blieb er lebenslang nah verbunden. Solmitz studierte von 1923 bis 1930 in Heidelberg, Berlin und Hamburg. In Hamburg gehörten Ernst Cassirer und Erwin Panofsky zu seinen Lehrern. Durch Vermittlung seines Doktorvaters Cassirer kam er an die Kulturwissenschaftliche Bibliothek Warburg in Hamburg, an der er von 1927 bis 1931 und von 1933 bis 1934 als studentischer bzw. freier Mitarbeiter tätig war. Dort hatte er Kontakt mit Aby Warburg und dem Kunsthistoriker Fritz Saxl. Er war von 1933 bis 1935 Leiter der philosophischen Arbeitsgemeinschaften der Franz-Rosenzweig-Gedächtnisstiftung in Hamburg. Im Jahre 1936 zog Solmitz mit seiner Frau Elly Reis, die als Jüdin nicht an der Landeskunstschule Hamburg studieren durfte, nach München. Direkt nach der Reichspogromnacht wurde Solmitz verhaftet und vom 10. November bis zum 21. Dezember 1938 im KZ Dachau interniert. Auf Betreiben Fritz Saxls und der Kunstwissenschaftlerin Gertrud Bing wurde er aus der Haft entlassen und emigrierte im Januar 1939 mit seiner Ehefrau nach London. Dort war er Mitarbeiter am Warburg Institute, bevor er im Juni 1940 in die USA übersiedelte. An der Harvard University schloss er seine Studien als M. A. ab und lehrte ab 1943 Deutsch. Er ging 1946 an das Bowdoin College in Brunswick/Maine, wo er bis zu seinem Selbstmord 1962 Germanistik und Philosophie unterrichtete.